# Martin Harnik
Martin Harnik (* 10. června 1987, Hamburg, Západní Německo) je německo-rakouský fotbalový útočník a reprezentant Rakouska, od roku 2018 hráč německého klubu Werder Bremen.

## Klubová kariéra
Na profesionální úrovni působil postupně v klubech Werder Brémy, Fortuna Düsseldorf, VfB Stuttgart a Hannover 96.

## Reprezentační kariéra
Nastupoval v některých mládežnických reprezentacích Rakouska (U19, U20, U21).
V A-mužstvu Rakouska debutoval 22. 8. 2007 v přátelském utkání ve Vídni proti reprezentaci České republiky (remíza 1:1). Při svém debutu vstřelil gól.

Zúčastnil se mistrovství Evropy 2008 (spolupořadatelství Švýcarska s Rakouskem), kde Rakušané obsadili se ziskem 1 bodu nepostupové třetí místo v základní skupině B.